# Phaolô Tô Vĩnh Thái
Phaolô Tô Vĩnh Thái (Sinh 1958, tiếng Trung:蘇永大, tiếng Anh: Paul Su Yong-da), còn gọi là Phaolô Tô Vĩnh Đại là một giám mục người Trung Quốc của Giáo hội Công giáo Rôma. Ông hiện đảm nhận trách vụ Giám mục chính tòa Giáo phận Bắc Hải.

## Tiểu sử
Giám mục Thái sinh ngày 6 tháng 7 năm 1958 tại Trung Quốc. Sau khoảng thời gian học hỏi giáo lý và tu tập theo Giáo luật, Phó tế Phaolô được thụ phong chức vị linh mục ngày 19 tháng 5 năm 1991. Tòa Thánh chọn linh mục Phaolô Tô Vĩnh Thái làm Giám mục chính tòa Bắc Hải, sau cái chết của giám mục do chính quyền Trung Quốc thụ phong Giuse Trần Trừ. Lễ tấn phong cho vị tân chức được cử hành vào ngày 9 tháng 11 năm 2004.